# Henry Montgomery Lawrence

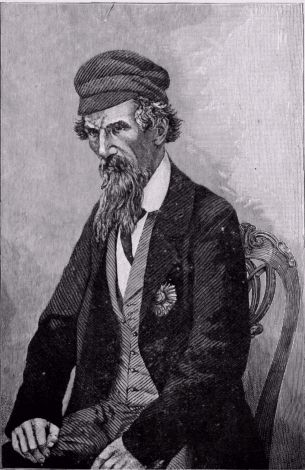
sir Henry Montgomery Lawrence

Sir Henry Montgomery Lawrence (ur. 28 czerwca 1806, zm. 4 lipca 1857) był brytyjskim żołnierzem i politykiem w Indiach, zginął podczas obrony Lucknow w czasie Powstania Sipajów.
Lawrence był bratem Johna Lawrence'a, 1. Barona Lawrence'a, urodził się w Matara na Cejlonie. Wykształcony w Haileybury, w 1823 wstąpił do Artylerii Bengalskiej w Dum Dum na przedmieściach Kalkuty, gdzie w tym samym czasie stacjonował też Henry Havelock.
W pierwszej wojnie birmańskiej Lawrence i jego bateria tworzyła część kolumny Chittagong, którą gen. Morrison prowadził przez pokryte dżunglą wzgórza Arakan, kiedy zdziesiątkowała ich gorączka Lawrence wyczerpany przez chorobę wyjechał do Brytanii.
Wrócił do Indii w roku 1829 i został wyznaczony na urząd inspektora urzędu skarbowego Gorakhpur przez lorda Williama Bentincka. Spędził kilka lat w obozie, w którym poślubił swoją kuzynkę Honorię Marshall. Nadzorował każdą wieś w czterech dystryktach, z których każdy większy był od Yorkshire. Następnie, po wybuchu pierwszej wojny afgańskiej został powołany z powrotem do brygady i służył prawie do roku 1838.
Jako asystent Sir George’a Russella Clerka zdobywał swoje polityczne doświadczenie w zarządzaniu dystryktem Firozpur. W listopadzie 1841, po nadejściu z Kabulu wiadomości o katastrofie został wysłany do Peszawaru z pomocą dla garnizonu Dżalalabad. Często był niemile widziany przez wyższe władze z powodu nalegania na rząd, że ten powinien zwrócić większą uwagę na opiekę społeczną ludności indyjskiej.
W roku 1856 został wyznaczony na urząd Głównego Komisarza do nowo zaanektowanej prowincji Awadh. 30 czerwca 1857 nastąpiło oblężenie Lucknow włącznie z garnizonem z około 1700 ludzi, którzy znaleźli schronienie w brytyjskiej rezydencji. Podpułkownik Henry Lawrence był jedną z pierwszych ofiar. 2 lipca został śmiertelnie raniony odłamkiem i zmarł dwa dni później.
Jego nazwiskiem upamiętniono kilka miejsc:
- Lawrence Asylums (w tym czasie wszystkie na terenie Indii) – miejsca edukacji dzieci europejskich żołnierzy służących w Indiach. Te instytucje istnieją nawet dzisiaj jak prestiżowy Lawrence School, Sanawar (Himachal Pradesh, Indie), Lovedale (Tamil Nadu, Indie) i Ghora Ghali (Murree, Pakistan);
- wyspa Henry Lawrence Island w Andamanach na Oceanie Indyjskim 12°N 93°E;
- miasto Lawrence w Nowej Zelandii;

oraz dwie szkoły w Indiach i jedną w Pakistanie.